# آخت‌کارسپیلن
اکت‌کارسپلن (به هلندی: Achtkarspelen) یک سکونتگاه مسکونی در هلند است که در فریسلاند واقع شده‌است.

## خصوصیات
اکت‌کارسپلن ۲ متر بالاتر از سطح دریا واقع شده‌است.